# LW Большого Пса
LW Большого Пса (лат. LW Canis Majoris), HD 54339 — одиночная переменная звезда в созвездии Большого Пса на расстоянии приблизительно 1550 световых лет (около 475 парсеков) от Солнца. Видимая звёздная величина звезды — от +7,45m до +7,3m.

## Характеристики
LW Большого Пса — красный гигант или яркий гигант, пульсирующая полуправильная переменная звезда типа SRB (SRB:) спектрального класса M2/M3II/III.